# Bóng bàn tại Đại hội Thể thao châu Á 2006
Bóng bàn tổ chức cho nam và nữ tại Đại hội Thể thao châu Á 2006 ở Doha, Qatar từ 29 tháng 11 đến 7 tháng 12. Nó là một trong sáu môn thể thao bắt đầu trước Lễ khai mạc vào 1 tháng 12. Nội dung đơn, đôi và đội được tổ chức với tất cả địa điểm thi là hội trường trong nhà Al-Arabi.

## Huy chương giành được
| Nội dung    | Vàng                                                                            | Bạc                                                                                        | Đồng |
| ----------- | ------------------------------------------------------------------------------- | ------------------------------------------------------------------------------------------ | --- |
| Đơn nam     | Vương Hạo · Trung Quốc                                                          | Mã Lâm · Trung Quốc                                                                        | Li Ching · Hồng Kông                                                                                       |
| Đơn nam     | Vương Hạo · Trung Quốc                                                          | Mã Lâm · Trung Quốc                                                                        | Ryu Seung-Min · Hàn Quốc                                                                                   |
| Đôi nam     | Hồng Kông (HKG) · Ko Lai Chak · Li Ching                                        | Trung Quốc (CHN) · Trần Tề · Mã Lâm                                                        | Đài Bắc Trung Hoa (TPE) · Chiang Peng-lung · Chuang Chih-yuan                                              |
| Đôi nam     | Hồng Kông (HKG) · Ko Lai Chak · Li Ching                                        | Trung Quốc (CHN) · Trần Tề · Mã Lâm                                                        | Trung Quốc (CHN) · Mã Long · Vương Hạo                                                                     |
| Đội nam     | Trung Quốc (CHN) · Trần Tề · Hao Shuai · Mã Lâm · Mã Long · Vương Hạo           | Hàn Quốc (KOR) · Joo Se-Hyuk · Lee Jung-Woo · Oh Sang-Eun · Ryu Seung-Min · Yoon Jae-Young | Đài Bắc Trung Hoa (TPE) · Chang Yen-shu · Chiang Peng-lung · Chuang Chih-yuan · Wu Chih-chi · Chou Tung-yu |
| Đội nam     | Trung Quốc (CHN) · Trần Tề · Hao Shuai · Mã Lâm · Mã Long · Vương Hạo           | Hàn Quốc (KOR) · Joo Se-Hyuk · Lee Jung-Woo · Oh Sang-Eun · Ryu Seung-Min · Yoon Jae-Young | Hồng Kông (HKG) · Cheung Yuk · Ko Lai Chak · Leung Chu Yan · Li Ching · Tse Ka Chun                        |
| Đơn nữ      | Quách Nhạc · Trung Quốc                                                         | Tie Ya Na · Hồng Kông                                                                      | Vương Nam · Trung Quốc                                                                                     |
| Đơn nữ      | Quách Nhạc · Trung Quốc                                                         | Tie Ya Na · Hồng Kông                                                                      | Lý Giả Vỹ · Singapore                                                                                      |
| Đôi nữ      | Trung Quốc (CHN) · Quách Nhạc · Li Xiaoxia                                      | Hồng Kông (HKG) · Tie Ya Na · Zhang Rui                                                    | Đài Bắc Trung Hoa (TPE) · Huang Yi-hua · Lu Yun-feng                                                       |
| Đôi nữ      | Trung Quốc (CHN) · Quách Nhạc · Li Xiaoxia                                      | Hồng Kông (HKG) · Tie Ya Na · Zhang Rui                                                    | Trung Quốc (CHN) · Trần Khánh · [[[Vương Nam (bóng bàn)\|Vương Nam]]                                       |
| Đội nữ      | Trung Quốc (CHN) · Trần Khánh · Quách Yên · Quách Nhạc · Lý Tiểu Hạ · Vương Nam | Singapore (SIN) · Li Jiawei · Sun Beibei · Tan Paey Fern · Tan Yan Zhen · Zhang Xueling    | CHDCND Triều Tiên (PRK) · Kim Jong · Kim Mi-Yong · Ko Un-Gyong · Ryom Won-Ok                               |
| Đội nữ      | Trung Quốc (CHN) · Trần Khánh · Quách Yên · Quách Nhạc · Lý Tiểu Hạ · Vương Nam | Singapore (SIN) · Li Jiawei · Sun Beibei · Tan Paey Fern · Tan Yan Zhen · Zhang Xueling    | Hàn Quốc (KOR) · Kim Kyung-Ah · Kwak Bang-Bang · Lee Eun-Hee · Moon Hyun-Jung · Park Mi-Young              |
| Đôi hỗn hợp | Trung Quốc (CHN) · Mã Lâm · Vương Nam                                           | Hàn Quốc (KOR) · Lee Jung-Woo · Lee Eun-Hee                                                | Hàn Quốc (KOR) · Joo Se-Hyuk · Kim Kyung-Ah                                                                |
| Đôi hỗn hợp | Trung Quốc (CHN) · Mã Lâm · Vương Nam                                           | Hàn Quốc (KOR) · Lee Jung-Woo · Lee Eun-Hee                                                | Singapore (SIN) · Yang Zi · Li Jiawei                                                                      |

## Bảng huy chương
| 1    | Trung Quốc (CHN)        | 6 | 2 | 3  | 11 |
| 2    | Hồng Kông (HKG)         | 1 | 2 | 2  | 5  |
| 3    | Hàn Quốc (KOR)          | 0 | 2 | 3  | 5  |
| 4    | Singapore (SIN)         | 0 | 1 | 2  | 3  |
| 5    | Đài Bắc Trung Hoa (TPE) | 0 | 0 | 3  | 3  |
| 6    | CHDCND Triều Tiên (PRK) | 0 | 0 | 1  | 1  |
| Tổng | Tổng                    | 7 | 7 | 14 | 28 |

## Quốc gia tham dự
Tổng cộng 143 vận động viên từ 22 quốc gia hoàn thành nội dung bóng bàn tại Đại hội Thể thao châu Á 2006:
| - Bahrain (5) - Trung Quốc (10) - Đài Bắc Trung Hoa (7) - Hồng Kông (10) - Ấn Độ (10) - Nhật Bản (9) - Kuwait (5) - Liban (4) - Ma Cao (9) - Mông Cổ (6) - CHDCND Triều Tiên (7) | - Palestine (5) - Philippines (2) - Qatar (5) - Singapore (10) - Hàn Quốc (10) - Sri Lanka (4) - Tajikistan (3) - Thái Lan (4) - Uzbekistan (5) - Việt Nam (8) - Yemen (5) |

## Liên kết
“Lịch thi đấu bóng bàn”. Bản gốc lưu trữ ngày 10 tháng 2 năm 2007. Truy cập ngày 15 tháng 4 năm 2014.
- Kết quả Lưu trữ ngày 25 tháng 9 năm 2010 tại Wayback Machine